# (28021) 1998 BP6
1998 بي بي 6 (ويعرف أيضًا باسم (28021) 1998 بي بي 6 وفق تسمية الكوكب الصغير) (بالإنجليزية: 1998 BP6)‏ هو كويكب ضمن حزام الكويكبات؛ وترتيبه 28021 من حيث الاكتشاف.
اكتُشف هذا الجُرم الفلكي بواسطة Pierre Antonini ‏ في 22 يناير 1998.

## وصلات خارجية
- (28021) 1998 BP6 في قاعدة بيانات مختبر الدفع النفاث لأجرام النظام الشمسي الصغيرة

- الاكتشاف · مخطط المدار ·  العناصر المدارية · المعلمات المادية

- (28021) 1998 BP6 على موقع ويكي سكاي: DSS2, SDSS, GALEX, IRAS, Hydrogen α, X-Ray, Astrophoto, Sky Map, Articles and images